# Mysidetes farrani
Mysidetes farrani är en kräftdjursart som först beskrevs av Holt och W. M. Tattersall 1905.  Mysidetes farrani ingår i släktet Mysidetes och familjen Mysidae. Arten är reproducerande i Sverige. Inga underarter finns listade i Catalogue of Life.